# Stereo (geluid)
Stereofonie, in het spraakgebruik meestal kortweg stereo, verwijst over het algemeen naar tweekanaals geluidsopname en/of weergave: een opname die gelijktijdig voor twee luidsprekers een signaal bevat, in tegenstelling tot een monoraal geluid, waarvoor één kanaal wordt gebruikt. Een mens hoort van nature stereo. Met twee oren is men in staat twee verschillende signalen te verwerken (links en rechts) en de menselijke hersenen kunnen hieruit een zekere mate van ruimtelijkheid in het geluid waarnemen. Dit is stereo. Het principe van een stereo-opname is deze ruimtelijke luisterervaring vast te leggen door deze twee signalen als twee aparte kanalen op te nemen. Het doel van stereo-weergave is dat door middel van het weergeven van deze twee aparte kanalen de twee verschillende signalen de ruimtelijkheid (voor een deel) reproduceren. Bij monogeluid is dit niet mogelijk. Men spreekt bij stereo dus over een linker- en een rechterkanaal.
Voorbeelden van stereogeluidsdragers zijn de langspeelplaat en de compact disc, mits de opname ook in stereo is opgenomen. Ook het geluid van de meeste radio- en televisieprogramma's is stereo.

## Geschiedenis
Nog voor de Tweede Wereldoorlog werd er met meerkanaalsopname en -weergave geëxperimenteerd. Een voorbeeld is de muziekopname van Disneys Fantasia, die in 1938 gebruikmaakte van zeven geluidskanalen en waarbij voor de weergave in de bioscoop tientallen luidsprekers nodig waren.
Philips gebruikte stereofonische opname en weergave in 1948 voor een experimenteel "duplicaatconcert" van de Grote Zaal in de Kleine Zaal van het Concertgebouw in Amsterdam. Toen al werd stereofonie noodzakelijk geacht om een realistische reproductie van het concert te kunnen bieden. Niet minder interessant waren de bevindingen van de luisteraars, onder wie orkestleden, van wie de meerderheid zeer te spreken was over de nauwkeurigheid van de weergave en sommigen zelfs vonden dat ze zich – mede dankzij de duisternis in de Kleine Zaal (omdat er geen orkest te zien was) – nog beter konden concentreren op de muziek.
In de jaren '50 werden op de Nederlandse radio nog sporadisch stereo-uitzendingen gemaakt. Doorgaans betrof het dan klassieke concerten, die in de omroepgidsen werden aangegeven met een S tussen dikke zwarte stippen. Een stereoradio had nog vrijwel niemand, maar voor aanvang instrueerde de omroeper de luisteraars om twee toestellen diagonaal in de huiskamer te plaatsen. In de jaren '60 werden steeds meer grammofoonplaten ook in stereo uitgebracht; de koper moest op het label kijken om een stereo- dan wel een mono-exemplaar te krijgen. Maar aan het eind van dat decennium was stereo de norm geworden. Toch vermeldt de hoes van een herdenkingsplaat van het 700-jarig bestaan van Amsterdam in 1975 nog de aanwijzing:'Het stereo effect wordt slechts verkregen bij gebruik van stereo afspeelapparatuur,' 
Sedert 1986 is NICAM digitale stereo door de BBC "System I" voor het eerst gebruikt bij First Night of the Proms.

## Soorten stereo
Wanneer beide signalen van het stereosignaal identiek zijn, is er geen sprake van stereo, maar van mono. Stereo berust dus op een verschil tussen het linker- en rechtersignaal. Er zijn twee hoofdsoorten stereo te onderscheiden.

### Intensiteitstereo
Alleen de geluidssterkte van de twee kanalen verschilt. Bij luidsprekers zijn drie posities duidelijk, namelijk links, midden en rechts. Posities daartussen zijn minder nauwkeurig te bereiken. In de traditionele analoge mengtafel had ieder microfoonkanaal een panorama-potentiometer, kortweg panpot, waarmee het signaal in sterkte over links en rechts verdeeld werd. Het draaien aan de panpot wordt op zijn Engels panning genoemd. Intensiteitstereo is mono-compatibel, de geluidskwaliteit blijft in orde bij samenvoegen tot een monokanaal. Intensiteitstereo simuleert de schaduwwerking van het hoofd voor het afgewende oor, wat alleen bij hoge tonen optreedt. Intensiteitstereo werkt wel bij luidsprekers, niet bij hoofdtelefoon. Bij luidsprekers komen de lage tonen alsnog op beide oren aan. Met een hoofdtelefoon krijgt men een doof gevoel door intensiteitsverschillen in lage tonen.

### Looptijdstereo
Looptijdstereofonie is gebaseerd op het feit dat het signaal van een van de kanalen een vertraging heeft ten opzichte van die van het andere. Deze vertraging is kleiner dan 0,5 milliseconde en komt overeen met de extra tijd die geluid erover doet om het afgewende oor te bereiken. De oren van de mens en de meeste dieren zijn getraind in het horen van korte looptijdverschillen van direct geluid. Het gehoor is er ook in getraind om indirect geluid te negeren, aangezien dat foutieve informatie geeft over de geluidsbron. Bij een hoofdtelefoon is looptijdstereofonie bepalend voor de richting. Op luidsprekers wordt dezelfde richting gehoord, mits die binnen de opstelling van de luidsprekers valt. Het is pas sinds kort mogelijk om looptijdstereo toe te passen op individuele microfoons. Traditionele analoge apparatuur was niet in staat geluid te vertragen. Wel was het mogelijk een stereo-opname te maken met twee microfoons in stereo-opstelling. Steunmicrofoons gooiden echter roet in het eten, doordat hun signaal eerder aankwam. Bovendien is looptijdstereofonie niet mono-compatibel.

### Fasestereo
Het wegfilteren van hoge tonen veroorzaakt fasedraaiing. Deze fasedraaiing lijkt op vertraging. Dit maakt een combinatie mogelijk van intensiteitsstereo voor hoge tonen, een soort looptijdstereo voor middentonen en voldoende overspraak van lage tonen voor de hoofdtelefoon. Dat kan met analoge mengtafels en blijft mono-compatibel.

## Surround
Bij surround is er sprake van meer dan twee kanalen. Doorgaans betreft het een stereo-opstelling die aangevuld is met kanalen die de luisteraar van andere richtingen benaderen.

## Duophonic
Vanaf de jaren 80 worden oudere mono-opnamen soms gesplitst in twee kanalen, die elk afzonderlijk elektronisch worden bewerkt. Men kan bijvoorbeeld bij het rechterkanaal de hoge tonen eruit filteren en bij het linkerkanaal de lage, eventueel gecombineerd met andere effecten zoals faseverschillen.
Duophonic of fake stereo is een uitvinding van Capitol Records, andere platenmaatschappijen volgden snel. Op dergelijke platen of cd's staat dan vaak vermeld Electronically rechanneled for Stereo of Electronically enhanced for Stereo. In Duitsland werd hiervoor de term Breitklang gebruikt. Dergelijke technieken worden soms ook wel toegepast om oudere stereo-opnamen geschikt te maken voor surround sound.

## Opnemen in stereo
Net zoals een mens met twee oren luistert, wordt een stereo-opname gemaakt met twee microfoons vlak naast elkaar. Microfoons werken niet hetzelfde als oren, er zit immers geen hoofd tussen, ze staan niet tussen het publiek, en de luisterruimte krijg je ook nog cadeau. Zo zijn er verschillende opstellingen in zwang.
- ORTF Stereosysteem: cardioïde microfoons 17 cm uit elkaar met een hoek van 110 graden naar buiten (2 keer 55 graden).
- DIN Stereosysteem: cardioïde microfoons 20 cm uit elkaar met een hoek van 90 graden naar buiten.
- RAI Stereosysteem: cardioïde microfoons 21 cm uit elkaar met een hoek van 100 graden naar buiten.
- EBS Stereosysteem: cardioïde microfoons 25 cm uit elkaar met een hoek van 90 graden naar buiten.
- NOS Stereosysteem: cardioïde microfoons 30 cm uit elkaar met een hoek van 90 graden naar buiten.
- X-Y-opstelling: cardioïde microfoons 0 cm uit elkaar met een hoek van normaal gesproken tussen de 90 en 120 graden.
- MS-opstelling (afkorting van mid side): (hyper)niermicrofoon naar voren; figuur-8-microfoon dwars op dezelfde plaats. Signalen opgeteld en afgetrokken naar stereo.
- Blumlein-opstelling: figuur-8 microfoons 0 cm uit elkaar, met een hoek van 90 graden.
- A-B-opstelling: microfoons (vaak omnidirectioneel) een bepaalde afstand uit elkaar, beide naar voren gericht. Afstanden vaak rond de 60cm, maar tot 3 meter kan ook, zoals bij een Decca Tree opstelling